# Жуль д'Анетан
Жуль Жозеф, барон д'Анетан (23 квітня 1803 , Брюссель  — 8 жовтня 1888 , Схарбек ) — бельгійський католицький політичний діяч.
Обіймав посади міністрів юстиції та релігії, після цього сформував власний кабінет як прем'єр-міністр та міністр закордонних справ за часів правління Леопольда II 2 липня 1870 року. Д'Анетан разом з королем ухвалили програму військової реформи, зокрема було запроваджено призов. Окрім зазначених, він обіймав у власному кабінеті також посаду міністра оборони.
Після призначення П'єра де Деккера губернатором провінції Лімбург у країні виникла політична криза, що призвела до відставки уряду.
У 1884⁣ — ⁣1885 роках обіймав посаду голови бельгійського Сенату.